# Прапор Лобні
Місто Лобня Московської області Росії має власну символіку: герб та прапор.

## Опис
Прапор Лобні затверджено 9 жовтня 2003 року. Він заснований на гербовій композиції і являє собою полотно червоного кольору із співвідношенням сторін 2:3 з вузькою блакитною смугою біля древка. У верхньому лівому кутку на лінії розділу червоної та блакитної смуги зображена чайка в польоті. У нижній частині червоної смуги зображена біла хвиляста лінія